# 華盛頓縣 (喬治亞州)
華盛頓縣（英語：Washington County）是美國喬治亞州中部的一個縣。面積1,773平方公里。根據美國2000年人口普查，共有人口21,176。縣治桑德維爾。
成立於1784年2月25日，縣名紀念首任總統喬治·華盛頓。